# Ириша
«Ири́ша» — советская 8-разрядная персональная ЭВМ, предназначенная для обучения информатике в школе . Разработана на Химическом факультете МГУ. Разработчики: В. Ю. Романов, В. Н. Барышников, Ф. И. Паначев (МГУ им. М. В. Ломоносова), А. В. Гиглавый, О. Ф. Титов (ИПИ АН СССР).
В 1985 году опытные образцы компьютера внедрялись в системе образования Молдавской ССР. Однако, информации о запуске компьютера в серийное производство нет.
ЭВМ названа в честь её первого пользователя — дочери Ирины одного из разработчиков В. Ю. Романова.

## Технические характеристики
- Процессор: КР580ВМ80А на тактовой частоте 1,777 МГц.
- Память: ПЗУ 10—112 Кб (в зависимости от исполнения), ОЗУ 64 Кб (исполнение 01/02), 196 Кб (03) или 576 Кб (04/05).
- Дисплей: чёрно-белый или цветной телевизор, подключенный через видеовход.
- Видеорежимы. Режим 1: монохром 320×200. Режим 2: 4-цветный 320×200. Режим 3: монохром 640×200. Текстовых режимов нет, они имитируются в графических режимах. Размер знакоместа — 8×8 точек, что даёт 25 строк по 40 либо 80 символов. Нетрудно заметить, что режимы видео совместимы с CGA.
- Звукосинтезатор: одноголосный аппаратный канал на базе 580ВИ53 и программный канал (как у XT).
- Аналоговый резистивный джойстик или два однокоординатных резистивных пульта (для игр типа теннис).
- Параллельный интерфейс (RS232). Может использоваться для подключения символьного принтера.
- Последовательный интерфейс (стык 2) со скоростью до 9600 бод.
- Контроллер прерываний на 8 каналов. Нужен, чтобы подключив датчики, автоматизировать химический эксперимент.
- Для хранения резидентных программ прямо в плату ЦП устанавливается ROM-диск (до 64 Кб).
- ROM-BIOS, очень удобный для программиста, цветной оконный драйвер с поддержкой графики, шрифты с наборами символов КОИ-8 или КОИ-7 и псевдографика как в IBM PC (также может загружаться любой шрифт).
- Питание: 18—24 В, импульсный блок питания находится в системном блоке.
- Клавиатура: аппаратная 67-клавишная, выполнена в виде отдельного блока, выдаёт 7-битовый код ASCII. Может применяться аналогичная промышленная клавиатура 15ВВВ-97-006.
- Размеры: 320 × 190 × 120 мм.
- Вес: не более 3,5 кг.

Конструкция системного блока крейтовая с вертикальным расположением плат (что улучшает охлаждение). В системном блоке размещается блок питания и платы модулей, подключенные к общей магистрали через разъёмы. Для минимальной работоспособности необходимы оба базовых модуля (платы процессора и графического адаптера). В стандартном корпусе предусмотрена возможность подключения ещё до двух модулей (обычно плата КНГМД/дополнительное ОЗУ/дополнительное ПЗУ и плата интерфейсов). Особенностью платы КНГМД «Ириши» является наличие на ней дополнительного ОЗУ (два банка 565РУ5 или 565РУ7, что прибавляет соответственно 128 или 512 Кб) и дополнительного ПЗУ (до 96 Кб), из которого загружается ОС CP/M.
Недостатком «Ириши» отчасти справедливо считают низкое быстродействие без платы дополнительного ОЗУ или турбирования. В минимальном варианте ОЗУ из платы графического адаптера используется и как основная память. А так как для синхронизации обращений к памяти видеочасти и процессора используются циклы ожидания, это существенно замедляет прогон программ. Эффективная скорость процессора равна 1,77 МГц только в режиме с погашенным видео. В режиме 1 видео при работе в ОЗУ быстродействие соответствует ~1,5 МГц, а в режимах 2 и 3 падает до ~1 МГц. Но при наличии платы расширения памяти, не требующей для синхронизации циклов ожидания, программа в ней прогоняется, как и в ПЗУ на полной скорости процессора 1,77 МГц.
Кроме того, благодаря несинхронности платы процессора и платы графического адаптера «Ириша» очень просто турбируется до максимальной скорости применённого процессора путём простейшей замены кварца в плате процессора и монтажу своего задающего генератора 16 МГц на самой плате графического адаптера (где для этого были резервированы два посадочных места). Эта доработка хорошо видна на фотографиях всех плат граф.адаптера в компьютерном музее и именно благодаря такой доработке в «Ирише» работает дисковод с программным обменом. Для обслуживания потока данных в формате DD требуется эффективный такт процессора не менее 2.3 МГц. Так, что «Ириша» с несложной доработкой не уступает в скорости другим компьютерам на том же процессоре.
К сожалению, информация о таком простом турбировании «Ириши» не была опубликована ни в журналах МПСС, ни в изданной в 1990 году книге и применялась лишь в промышленных образцах. Любители собиравшие «Иришу» самостоятельно об этом не знали.

## Комплектации
- унифицированное рабочее место учащегося (УРМ/У, минимальный комплект, исполнение 01 или 02) — включает системный блок, монитор и клавиатуру
- унифицированное рабочее место преподавателя (УРМ/П, расширенный комплект, исполнение 03, 04 или 05) — кроме того, включает НГМД и принтер; также возможна установка дополнительной памяти (до 128 Кб), которая используется как электронный диск

Из нескольких УРМ/У (обычно 8, 16 или 20 мест) плюс одного УРМ/П формировались классы информатики и вычислительной техники (КИВТ) с локальной сетью и питанием от общего выпрямителя. В комплект КИВТ также входил цветной телевизор с большой диагональю, дублирующий изображение на экране УРМ/П.

## Совместимость
Во многих статьях о ПЭВМ «Ириша» в Интернете ошибочно указывается, что она программно совместима с ЭВМ СМ-1800. А это абсолютно не так.
Единственная совместимость, которая есть у «Ириши» с СМ-1800 это совместимость по командам процессора. Но с тем же успехом «Иришу» можно назвать совместимой с несколькими сотнями ЭВМ на том же микропроцессоре и с тысячами контроллеров на процессорах Intel 8085 и Z80. Графический компьютер, к тому же с уникальной архитектурой, не может быть аппаратно совместим с компьютером, у которого даже нет экрана (а есть только внешний текстовый терминал, соединённый с системным блоком последовательной линией на 9600 бод).
Эта ошибка возникла, возможно, из-за того, что в вводной статье о «Ирише»  Архивная копия от 15 апреля 2019 на Wayback Machine написано, что на «Ирише» можно использовать программы ОС-1800. Это вовсе не означает совместимость с СМ-1800, а лишь то, что на «Ирише» с дисководом используется ОС CP/M, и потому на ней можно прогонять корректные программы CP/M. Корректные программы CP/M не привязаны к «железу», потому эта ОС и стала самой популярной для данного процессора. На тысяче других компьютеров, использующих CP/M тоже можно использовать программы CP/M, но из этого не следует, что все эти компьютеры совместимы друг с другом и с СМ-1800.

## «Ириша» как школьный и бытовой компьютер
«Иришу» можно считать первым отечественным персональным компьютером (т.к «Электроника-60» не имела графики). «Ириша» была разработана в 1984 году, примерно в одно и то же время с «БК-0010» и «Агатом». Но в силу субъективных причин, ей повезло меньше, чем «Агату» и «БК-0010». Для неё не нашлось ниши применения, обеспечивающей массовость.
Первоначально «Ириша» разрабатывалась аспирантами Химфака МГУ для автоматизации химического эксперимента и как офисный компьютер для текстообработки. Затем учитывая решения пленумов ЦК КПСС о необходимости ускоренной компьютеризации, авторы решили продвигать «Иришу», как школьный компьютер.
В ПЗУ «Ириши» встроена загрузка из проводной сети, то есть машина ученика могла считывать программы из учительской машины имеющей дисковод. Известен также дисководный блок для компьютерного класса «Ириш», позволяющий одним дисководом на машине учителя напрямую пользоваться 16 ученикам. Вероятно из-за того, что у разработчиков «Ириши» была своя работа и поддержка «Ириши» в неё не входила, попытки внедрения её в школы в середине 80-х провалились из-за отсутствия учебных программ. В итоге министерство образования выбрало в качестве школьного компьютера «Агат», а «Иришу» так и не включили в планы производства.
Тем не менее, так как «Ириша» сравнительно дешева, имела неплохие параметры, и документация была всем доступна, её выпускали маленькими партиями. Известно, что несколько предприятий и НИИ изготовили платы «Ириши» и собирали их для собственных нужд. На некоторых заводах «Ириша» использовалась для ввода программ для станков ЧПУ. Тем не менее в отсутствие серийного производства общее число промышленно произведённых «Ириш» можно оценить всего в несколько сотен. 
В компьютерном музее есть данные о выпуске в двух разных организациях промышленных партий «Ириши» в 160 и 250 машин. Они отличались только конструктивом корпуса, платы были те же

.
Сотрудники компьютерного музея провели большую работу по исследованию истории разработки и внедрения «Ириши» и по результатам был прочитан доклад на конференции «Демодуляция 2023», видео которого можно увидеть.
Но история «Ириши» на этом не закончилась, так как благодаря открытой, подробной и исчерпывающей документации опубликованной в специализированном журнале МПСиС о «Ирише» узнали инженеры, среди которых было много радиолюбителей. Журнал МПСиС не был массовым, но профильные журналы обязательно поставлялись в научно-технические библиотеки, которые были на всех крупных предприятиях и ВУЗ-ах.
К этому времени радиолюбители страны уже имели опыт по изготовлению «на кухонном столе» самодельных компьютеров «Микро-80» и «РК86». Конечно, «Ириша» с её 120 микросхемами была сложнее, чем «РК86» на 37 микросхемах, но зато и её возможности были намного выше. Потому в 1987—1988 году на хим.факультет в МГУ был наплыв интересантов по «Ирише», что вынудило авторов открыть при МГУ кооператив, в котором продавались печ. платы, программы и доп. документация для «Ириши» (в частности, предлагался вариант замены процессора на Z80). Известно также, что в МГУ устраивались консультации и лекции для любителей «Ириши».
Чтобы помочь энтузиастам-радиолюбителям, авторы «Ириши» написали книгу, вышедшую в издательстве «Патриот» (которая по аналогии с RedBook для «Apple-II» называется красной книгой). Описываемый там компьютер авторы назвали «Ириша-Л» (любительский), хотя и платы, и схема одна и та же. Есть небольшие отличия лишь в прошивке ROM-BIOS (реально полезна лишь добавка программной поддержки альтернативной более простой по схеме клавиатуры).
Благодаря возможности купить платы, несмотря на сравнительную сложность конструкции, вероятно несколько сотен «Ириш» было сделано любителями в конце 80-х. Этому помогла хорошо описанная методика настройки и модульность. Известно даже, что некоторые любители травили печ.платы «Ириши» сами, а некоторым удавалось даже собрать «Иришу» проводками (есть упоминания об этом на тематических форумах).
Большей популярности помешало то, что о «Ирише» большинство радиолюбителей просто не знало. Публикация документации на «Иришу» не в массовом популярном журнале с тиражом в 1,5 млн, а в профессиональном издании (с тиражом 50 тысяч) не позволила узнать о ней широким кругам энтузиастов, особенно в сельской местности. А отечественные самоделки, в частности, «Специалист» и «РК86» в конце советской эпохи делали в основном сельские жители, так как в городах их к тому времени уже вытеснили самодельные клоны «ZX-Spectrum». А сельские жители читающие журнал «Радио» собирали «РК86» почти до середины 90-х.
В самом начале 90-х, два завода начали выпуск двух бытовых компьютеров клонов «Ириши», но уже не для школ, а для населения. Под названием «Каспий» и «Диалог». Эти машины есть в музеях и у коллекционеров и высоко ценятся. «Каспий» по конструктиву аналогичен «Ирише», тактовая частота процессора повышена с 1,77 до 2,22 МГц. А в «Диалоге» тактовая частота процессора поднята до максимума для данного процессора (2,5 МГц), конструкция одноплатная (в корпусе клавиатуры), ROM-диск выкинут, а резидентные программы из него прошиты в соответственно увеличенное с 16 до 32 Кб ПЗУ. Однако из-за произошедшего вскоре распада СССР объём выпуска этих клонов «Ириши» оказался небольшим, о чём свидетельствует редкость этих машин.
Несколько лет назад группа энтузиастов решила повторить «Иришу». Был организован выпуск небольшой партии печатных плат для её постройки (~30 шт), причём были сделаны не только две базовые платы, но и плата КНГМД.
«Ириша» удобна в качестве инструментальной 8-разрядной машины, так как имеет компактный корпус с вертикальным расположением плат, экран на 80 символов в строке с более качественным шрифтом, чем у всех бытовых ЭВМ. А главное, — «Ириша» как раз и рассчитана на любителя, — позволяет удобно добавлять модули. Буферизованная шина позволяет воткнуть в слоты до десятка дополнительных плат расширения, разработанных любителем.

## Эмуляция
- Модуль для эмулятора Башкирия-2М Архивная копия от 14 марта 2022 на Wayback Machine
- MAME (skeleton driver)